# Nīrvān
Nīrvān (persiska: نيرَوان, نیروان, Nīravān) är en ort i Iran.   Den ligger i provinsen Kurdistan, i den nordvästra delen av landet, 500 km väster om huvudstaden Teheran. Nīrvān ligger 1 199 meter över havet och antalet invånare är 322.
Terrängen runt Nīrvān är kuperad österut, men västerut är den bergig. Nīrvān ligger nere i en dal. Runt Nīrvān är det ganska tätbefolkat, med 93 invånare per kvadratkilometer. Närmaste större samhälle är Bāneh, 18,1 km öster om Nīrvān. Trakten runt Nīrvān består i huvudsak av gräsmarker.